# Travel management
Con los términos travel management o business travel management las empresas entienden no sólo la reserva y la organización de viajes de negocios, sino también la entera gestión del proceso de reserva y facturación de los viajes. A esto se añade:
- la compra estratégica de servicios de viaje, p. ej. ferrocarril, avión, reservas de hotel y coches de alquiler, la facturación completa de los gastos de viaje y la inspección de los gastos de viaje
- la gestión del parque de vehículos y la gestión y el control del diario de a bordo
- la organización y la realización de manifestaciones (reuniones, incentivos, encuentros, congresos y otros viajes en grupo) –  con ofertas turísticas y otros servicios relacionados con el desarrollo, la realización y la finalización de sistemas de travel management para optimizar los procedimientos de viaje
- asesoramiento a las empresas sobre cualquier tipo de problemáticas relacionadas con el sector del business travel management, la creación y la inspección de las disposiciones de viaje internas a la empresa

Las siguientes empresas se ocupan en sentido estricto de travel management:
- travel management company
- cadenas de agencias de viajes o agencias individuales
- industrias hotelera y de la restauración
- organizadores de reuniones, incentivos, congresos y eventos de empresa
- proveedores de servicios de transporte
- proveedores de sistemas de self booking y gestión integrada de los   informes de gasto
- G.d.s | Sistema de distribución global

- profesión travel manager y travel assistant

Uno de los ámbitos de interacción en Italia por la business travel community se constituye de BizTravel Forum (www.biztravelforum.it) llegado en noviembre de 2014, a la duodécima edición. La duodécima edición tuvo lugar en MiCo - Milano Convention Centre, Milán de 25 a 26 de noviembre de 2014.
En el ámbito del business travel y travel management, una de las investigaciones más reconocidas y acreditadas es la Business Travel Survey: una investigación que tiene como objetivo supervisar el desarrollo del business travel en Italia a través del análisis de las tendencias de gasto y de los comportamientos de compra de una muestra seleccionada de empresas en determinados periodos. La investigación está realizada en colaboración con The European House Ambrosetti, Uvet American Express, Instituto Bruno Leoni, la Universidad Milano Bicocca y el Osservatorio Business Travel 2014 a cargo de Andrea Guizzardi del Instituto de Ciencias Turísticas de Bolonia. Este año la Business Travel Survey saldrá con la Novena Edición. 